# Ett mytologiskt menageri
Ett mytologiskt menageri (Mythological Menagerie) är en Disneyserie skapad av Don Rosa.
Den handlar om hur Knattarna, i avsikt att få ytterligare en medalj från Gröngölingarna, beger sig ut för att fotografera djur i skogen. Kalle Anka bestämmer sig för att skoja med dem och klär ut olika tamdjur till mytologiska djur.
Serien har bland annat publicerats i Kalle Anka & C:o nr 1 1990.